# Janio Bikel
Janio Bikel Figueiredo da Silva (Bissau, 28 juni 1995) is een Portugees-Guinee-Bissaus voetballer die doorgaans als middenvelder speelt.

## Clubcarrière

### Jeugd
Bikel begon met voetballen bij Academia Vitalaise in Bissau. Op z'n dertiende kon hij via een agent samen met anderen in Spanje terecht bij de voetbalschool CF Torre Levante Orriols in Valencia. Hij trok de aandacht van RCD Espanyol, Villareal en CF Valencia en die laatste club wilde hem in de jeugd opnemen. Onenigheid over de rechten van de Guineese makelaar deden de overgang afketsen en hij moest het land uit waarna hij in het Portugese Lissabon terechtkwam in een appartement met tien jongens en waar hij voor zichzelf trainde.

### SC Heerenveen
Bikel kwam via een andere makelaar in contact met sc Heerenveen en kwam op z'n vijftiende in de Friese jeugdopleiding. Hij debuteerde op 7 maart 2015 in de hoofdmacht van sc Heerenveen. In eerste instantie lichtte Heerenveen de optie op nog twee seizoenen niet maar deed Bikel wel een nieuwe aanbieding die hij afwees.

### N.E.C.
Bikel was ontevreden over het gebrek aan speeltijd bij SC Heerenveen en op 30 juni 2015 tekende Bikel een contract voor drie seizoenen bij N.E.C.. Op 12 augustus 2015 debuteerde hij voor N.E.C. in de met 1-0 gewonnen thuiswedstrijd tegen SBV Excelsior. Op 6 december 2015 in het thuisduel met PEC Zwolle maakte hij zijn eerste goal uit zijn carrière. Op 28 mei 2017 degradeerde Bikel met N.E.C. naar de Eerste divisie. In het seizoen 2017/18 kwam hij niet veel meer aan spelen toe.

### CSKA Sofia
Medio 2018 liep zijn contract af en op 14 juni verbond hij zich aan het Bulgaarse CSKA Sofia. In het seizoen 2018/19 eindigde hij met zijn club als tweede in de competitie.

### Vancouver Whitecaps
Eind februari 2020 maakte Bikel een transfer naar het Canadese Vancouver Whitecaps dat uitkomt in de Major League Soccer (MLS). Hij tekende een driejarig contract met een optie op een vierde seizoen.
In januari 2022 werd hij tot het einde van het seizoen verhuurd aan het Italiaanse L.R. Vicenza waarmee hij na promotie-degradatiewedstrijden tegen Cosenza uit de Serie B degradeerde. Na terugkeer kwam hij niet meer in actie voor Vancouver Whitecaps. De club lichtte de optie in zijn contract niet en nadat de club de play-offs mistte, liep zijn contract in oktober 2022 af.

### Chimki, Gaziantep en Maccabi Netanja
In februari 2023 sloot Bikel aan bij het Russische FK Chimki dat uitkomt in de Premjer-Liga. Medio 2023 liep zijn contract af. Hij vervolgde zijn loopbaan bij Gaziantep FK in Turkije. In 2024 ging hij in Israël voor Maccabi Netanja spelen.

## Carrièrestatistieken
| Seizoen                     | Club                | Competitie      | Competitie | Competitie | Beker | Beker | Internationaal | Internationaal | Overig | Overig | Totaal | Totaal |
| Seizoen                     | Club                | Competitie      | Wed.       | Dlp.       | Wed.  | Dlp.  | Wed.           | Dlp.           | Wed.   | Dlp.   | Wed.   | Dlp.   |
| --------------------------- | ------------------- | --------------- | ---------- | ---------- | ----- | ----- | -------------- | -------------- | ------ | ------ | ------ | ------ |
| 2014/15                     | SC Heerenveen       | Eredivisie      | 6          | 0          | 0     | 0     | 0              | 0              | 0      | 0      | 6      | 0      |
| 2015/16                     | N.E.C.              | Eredivisie      | 32         | 2          | 2     | 0     | 0              | 0              | 0      | 0      | 34     | 2      |
| 2016/17                     | N.E.C.              | Eredivisie      | 30         | 0          | 1     | 0     | 0              | 0              | 1      | 0      | 32     | 0      |
| 2017/18                     | N.E.C.              | Eerste divisie  | 5          | 0          | 1     | 0     | 0              | 0              | 1      | 0      | 7      | 0      |
| 2018/19                     | CSKA Sofia          | Parva Liga      | 30         | 0          | 5     | 0     | 5              | 0              | 0      | 0      | 40     | 0      |
| 2019/20                     | CSKA Sofia          | Parva Liga      | 14         | 0          | 1     | 0     | 6              | 0              | 0      | 0      | 21     | 0      |
| 2020                        | Vancouver Whitecaps | MLS             | 12         | 0          | 0     | 0     | 0              | 0              | 0      | 0      | 12     | 0      |
| 2021                        | Vancouver Whitecaps | MLS             | 33         | 1          | 1     | 0     | 0              | 0              | 0      | 0      | 34     | 1      |
| 2021/22                     | LR Vicenza          | Serie B         | 17         | 0          | 0     | 0     | 0              | 0              | 2      | 0      | 19     | 0      |
| 2022/23                     | FK Chimki           | Premjer-Liga    | 11         | 0          | 0     | 0     | 0              | 0              | 0      | 0      | 11     | 0      |
| 2023/24                     | Gaziantep           | Süper Lig       | 11         | 0          | 3     | 0     | 0              | 0              | 0      | 0      | 13     | 0      |
| Carrière totaal             | Carrière totaal     | Carrière totaal | 201        | 3          | 14    | 0     | 11             | 0              | 4      | 0      | 225    | 3      |
| Bijgewerkt tot 6 maart 2024 |                     |                 |            |            |       |       |                |                |        |        |        |        |

## Internationaal
Bikel was Portugees jeugdinternational voor de teams onder 19 en onder 20 en speelde op het wereldkampioenschap voetbal onder 20 - 2015. Op 22 maart 2022 debuteerde Bikel voor Guinee-Bissau in een vriendschappelijke wedstrijd tegen Equatoriaal-Guinee (3-0). Hij maakte deel uit van de selectie op het Afrikaans kampioenschap voetbal 2023.